# Rodrigo Díaz de Vivar

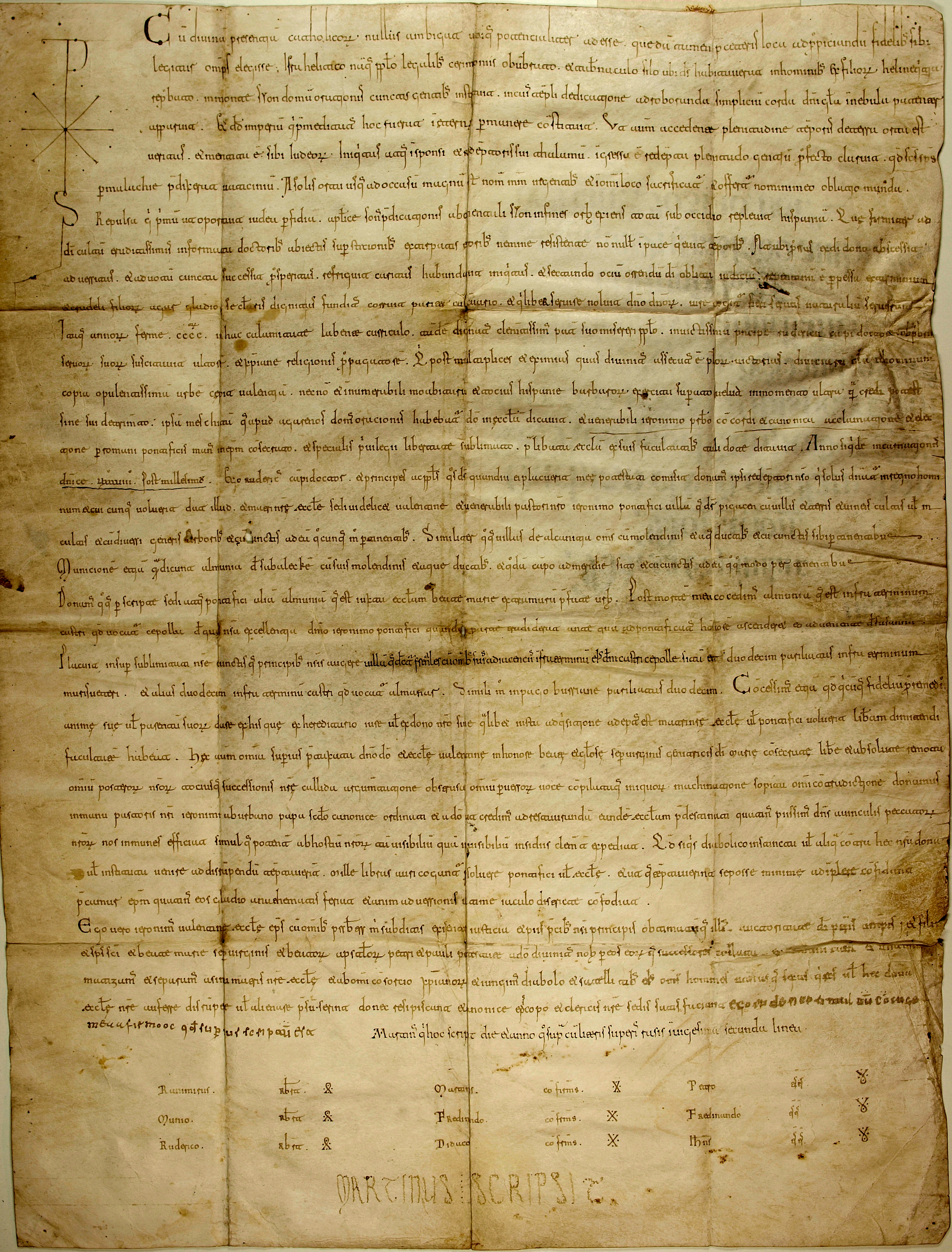
Diploma de dotación del Cid a la catedral de Valencia. En la línea 16 del texto aparece, subrayada, la datación: «LXXXXº VIIIº post millesimum», es decir, 1098 (Menéndez Pidal [1918:3]). Por otros datos internos se precisaría su fecha después del 24 de junio de 1098. En las líneas 34-35 del documento, penúltima y última del cuerpo del texto, aparece el autógrafo de Rodrigo Díaz: «ego ruderico, simul cum coniuge mea, afirmo oc quod superius scriptum est».

Rodrigo Díaz de Vivar (¿Vivar?, c. 1048-Valencia, 1099), también conocido como el Cid Campeador, fue un líder militar  castellano que llegó a dominar al frente de su propia mesnada el Levante de la península ibérica a finales del siglo XI como señorío, de forma autónoma respecto de la autoridad de rey alguno. Consiguió conquistar Valencia y estableció en esta ciudad un señorío independiente desde el 18 de junio de 1094 hasta su muerte; su esposa, Jimena Díaz, lo heredó y mantuvo hasta 1102, cuando pasó de nuevo a dominio musulmán. 
Su origen familiar es discutido en varias teorías. Fue abuelo del rey García Ramírez de Pamplona, primogénito de su hija Cristina.
Pese a su leyenda posterior como héroe de Castilla o cruzado en favor de la Reconquista, a lo largo de su vida se puso a las órdenes de diferentes caudillos, tanto cristianos como musulmanes, luchando realmente como su propio amo y por su propio beneficio, por lo que el retrato que de él hacen algunos autores es similar al de un mercenario, un soldado profesional, que presta sus servicios a cambio de una paga.
Se trata de una figura histórica y legendaria de la Reconquista, cuya vida inspiró el más importante cantar de gesta de la literatura española, el Cantar de mio Cid. Ha pasado a la posteridad como «el Campeador» (‘experto en batallas campales’) o «el Cid» (del árabe dialectal سيد sīdi, ‘señor’).

## Etimología: «Cid» y «Campeador»
Por el cognomento de «Campeador» fue conocido en vida, pues se atestigua en 1098, en un documento firmado por el propio Rodrigo Díaz, mediante la expresión latinizada «ego Rudericus Campidoctor». Por su parte las fuentes árabes del siglo XI y principios del XII lo llaman الكنبيطور «alkanbīṭūr» o القنبيطور «alqanbīṭūr», o quizá (teniendo en cuenta la forma romance) Rudriq o Ludriq al-Kanbiyatur o al-Qanbiyatur (‘Rodrigo el Campeador’).
El sobrenombre de «Cid» (que se aplicó también a otros caudillos cristianos), aunque se conjetura que ya pudieron usarlo como tratamiento honorífico y de respeto sus coetáneos zaragozanos (por sus victorias al servicio del rey de la taifa de Zaragoza entre 1081 y 1086) o —más probablemente— valencianos, tras la conquista de esta capital en 1094, aparece por vez primera (como «Meo Çidi») en el Poema de Almería, compuesto entre 1147 y 1149.
En cuanto a la combinación «Cid Campeador», se documenta hacia 1200 en el navarro-aragonés Linaje de Rodrigo Díaz que forma parte del Liber regum (bajo la fórmula «mio Cit el Campiador»), y en el Cantar de mio Cid («mio Cid el Campeador», entre otras variantes).

## Biografía

### Nacimiento
Nació a mediados del siglo XI. Las distintas propuestas dignas de estudio han oscilado entre 1041 (Menéndez Pidal) y 1057 (Ubieto Arteta), aunque actualmente cuenta con más partidarios una fecha situada entre 1045 y 1050; según Martínez Díez lo más probable es que naciera en 1048.
Su lugar de nacimiento está firmemente señalado por la tradición en Vivar del Cid, a 10 km de Burgos, aunque se carece de fuentes contemporáneas a Rodrigo que lo corroboren, puesto que la asociación de Vivar con el Cid se documenta por vez primera c. 1200 en el Cantar de mio Cid  y la primera mención expresa de que el Cid nació en Vivar data del siglo XIV y se encuentra en el cantar de las Mocedades de Rodrigo.

### Genealogía
Menéndez Pidal, en su obra La España del Cid (1929), en una línea de pensamiento neotradicionalista, que se basa en la veracidad intrínseca de la literatura folclórica de cantares de gesta y romances, buscó a un Cid de orígenes castellanos y humildes dentro de los infanzones, lo que cuadraba con su pensamiento de que el Cantar de mio Cid contenía una esencial historicidad. El poeta del Cantar diseña a su héroe como un caballero de baja hidalguía que asciende en la escala social hasta emparentar con monarquías, en oposición constante a los arraigados intereses de la nobleza terrateniente de León. Esta tesis tradicionalista fue seguida también por Gonzalo Martínez Diez, quien ve en el padre del Cid a un «capitán de frontera» de poco relieve cuando señala «la ausencia total de Diego Laínez en todos los documentos otorgados por el rey Fernando I nos confirma que el infanzón de Vivar no figuró en ningún momento entre los primeros magnates del reino».
Ahora bien, esta visión se conjuga mal con la calificación de la Historia Roderici, que habla de Rodrigo Díaz como «varón ilustrísimo», es decir, perteneciente a la aristocracia; en el mismo sentido se pronuncia el Carmen Campidoctoris, que lo hace «nobiliori de genere ortus» ('descendiente del más noble linaje'). Por otro lado, un estudio de Luis Martínez García (2000) reveló que el patrimonio que Rodrigo heredó de su padre era extenso, e incluía propiedades en numerosas localidades de la comarca del valle del río Ubierna, Burgos, lo que solo era dado a un magnate de la alta aristocracia, para lo que no obsta haber adquirido estas potestades en su vida de guerrero en la frontera, como sí fue el caso del padre del Cid. Se conjetura que el padre de Rodrigo Díaz no perteneció a la corte real o bien por la oposición de un hermano (o medio hermano) suyo, Fernando Flaínez, a Fernando I, o bien por haber nacido de matrimonio ilegítimo, lo que parece más probable. Desde que Menéndez Pidal dijera que el padre del Cid no fue un miembro de la «primera nobleza» los autores que le siguieron lo han considerado generalmente un infanzón, es decir, un miembro de la pequeña nobleza castellana; «capitán de frontera» en las luchas entre navarros y castellanos en la línea de Ubierna (Atapuerca) según Martínez Diez (1999).

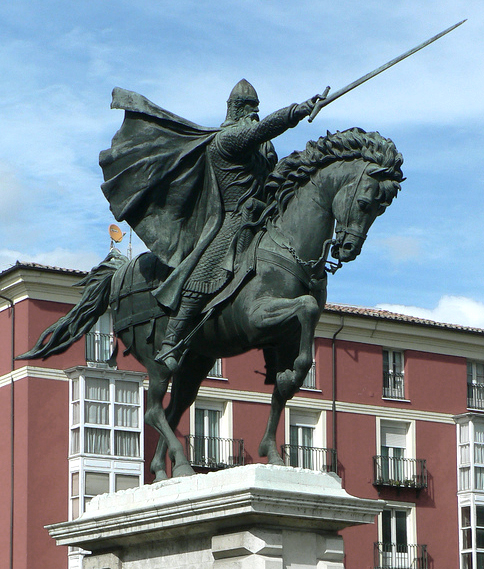
Estatua ecuestre del Cid en Burgos, fundida por Juan Cristóbal González Quesada e inaugurada en 1955.

Entre 2000 y 2002 los trabajos genealógicos de Margarita Torres encontraron que el Diego Flaínez (Didacum Flaynez, mera variante leonesa y más antigua de Diego Laínez) que cita la Historia Roderici como progenitor, y en general, todos los ancestros por parte de padre que recoge la biografía latina, coinciden exactamente con la estirpe de la ilustre familia leonesa de los Flaínez, una de las cuatro familias más poderosas del reino de León desde comienzos del siglo X, condes emparentados con los Banu Gómez, Ramiro II de León y los reyes de Asturias. Esta ascendencia ha sido defendida también por Montaner Frutos en diversos trabajos del siglo XXI. En su edición del Cantar de mio Cid de 2011, reafirmó la veracidad de la genealogía de Historia Roderici, dilucidada en sus correspondencias históricas por Margarita Torres.  No obstaría a este respecto la aparente discrepancia del abuelo del Campeador Flaín Muñoz con la variante «Flaynum Nunez» (Flaín Nuñez) que registra la Historia Roderici, ya que era habitual la confusión entre Munio y Nunio y sus variantes (Muñoz / Munioz / Muniez / Nuniez / Nunioz / Nuñez), y eran intercambiables los sufijos patronímicos –oz y –ez en este momento de la historia. En cuanto al Flaín Calvo que la Historia Roderici señala como cabeza de la estirpe, si bien Margarita Torres conjetura que podría aludir a un Flaín Fernández al que la biografía latina añadió el sobrenombre de Calvo, Montaner prefiere considerarlo un cognomento procedente de la tradición oral. Posteriormente, el Linage de Rodric Díaz, hacia 1195, identificó a Flaín Calvo con un supuesto Juez de Castilla, Laín Calvo, que junto con Nuño Rasura –ambos falsos– inaugurarían la estirpe mítica de los jerarcas de Castilla, favoreciendo la genealogía mítica que se repitió en las leyendas cidianas surgidas en el siglo XIII en torno al monasterio de San Pedro de Cardeña y en las crónicas alfonsíes que se sirvieron de estos materiales, reforzada por la condición de infanzones que las tradiciones atribuían al origen de los dos jueces y el Cantar de mio Cid a su héroe.
De su madre se conoce el apellido, Rodríguez (más inseguro es su nombre, que podría ser María, Sancha o Teresa), hija de Rodrigo Álvarez, miembro de uno de los linajes de la alta nobleza castellana. El abuelo materno del Campeador formó parte del séquito de Fernando I de León desde la unción regia de este último el 21 de junio de 1038 hasta 1066. Esta familia emparentaba a Rodrigo Díaz con el tenente de Álava, Guipúzcoa y Vizcaya Lope Íñiguez; con el de Castilla Gonzalo Salvadórez; con Gonzalo Núñez, tenente del alfoz de Lara y genearca de la casa homónima o con Álvar Díaz, que lo era de Oca, y se había casado con la hermana de García Ordóñez, a quien las fuentes épicas y legendarias consideraron rival irreconciliable del Cid.
En 1058, siendo muy joven, entró en el servicio de la corte del rey Fernando I, como doncel o paje del príncipe Sancho, formando parte de su curia noble. Este temprano ingreso en el séquito del infante Sancho II es otro indicio que lleva a pensar que el muchacho Rodrigo Díaz no era un humilde infanzón. En definitiva, el mito del Cid como perteneciente a la más baja nobleza parece más bien un intento de acomodar la genealogía de los míticos Jueces de Castilla del Linage de Rodric Díaz y sus descendientes, y del personaje legendario del Cantar de mio Cid, al Rodrigo Díaz histórico para destacar la heroicidad del protagonista, caracterizándolo como un castellano viejo pero no de alta nobleza que asciende gracias al valor de su brazo.
En resumen, es seguro que Rodrigo Díaz desciende por línea materna de la nobleza de los magnates y, de aceptar la tesis de Margarita Torres, también por la paterna, pues entroncaría con los Flaínez de León. En todo caso, tanto el alcance de las propiedades con que dota a su mujer en la carta de arras de 1079, como la presencia desde muy joven en el séquito regio o las labores que desempeña en la corte de Alfonso VI, son suficientes para concluir que el Cid fue un miembro de la alta aristocracia.
|    |    |    |    |    |    |                                  |                                  |                                  |                                  |                                  |                                  |                 |                 |                 |                 |                 |                 |  |  |    |    |    |    |    |    | Froiloba Bermúdez | Froiloba Bermúdez | Froiloba Bermúdez | Froiloba Bermúdez | Froiloba Bermúdez | Froiloba Bermúdez |             |             |             |             |             |             | Muño Flaínez | Muño Flaínez | Muño Flaínez | Muño Flaínez | Muño Flaínez | Muño Flaínez |  |  |
|    |    |    |    |    |    |                                  |                                  |                                  |                                  |                                  |                                  |                 |                 |                 |                 |                 |                 |  |  |    |    |    |    |    |    | Froiloba Bermúdez | Froiloba Bermúdez | Froiloba Bermúdez | Froiloba Bermúdez | Froiloba Bermúdez | Froiloba Bermúdez |             |             |             |             |             |             | Muño Flaínez | Muño Flaínez | Muño Flaínez | Muño Flaínez | Muño Flaínez | Muño Flaínez |  |  |
|    |    |    |    |    |    |                                  |                                  |                                  |                                  |                                  |                                  |                 |                 |                 |                 |                 |                 |  |  |    |    |    |    |    |    |                   |                   |                   |                   |                   |                   |             |             |             |             |             |             |              |              |              |              |              |              |  |  |
| ¿? | ¿? | ¿? | ¿? | ¿? | ¿? |                                  |                                  |                                  |                                  |                                  |                                  | Rodrigo Álvarez | Rodrigo Álvarez | Rodrigo Álvarez | Rodrigo Álvarez | Rodrigo Álvarez | Rodrigo Álvarez |  |  | ¿? | ¿? | ¿? | ¿? | ¿? | ¿? |                   |                   |                   |                   |                   |                   | Flaín Muñoz | Flaín Muñoz | Flaín Muñoz | Flaín Muñoz | Flaín Muñoz | Flaín Muñoz |              |              |              |              |              |              |  |  |
| ¿? | ¿? | ¿? | ¿? | ¿? | ¿? |                                  |                                  |                                  |                                  |                                  |                                  | Rodrigo Álvarez | Rodrigo Álvarez | Rodrigo Álvarez | Rodrigo Álvarez | Rodrigo Álvarez | Rodrigo Álvarez |  |  | ¿? | ¿? | ¿? | ¿? | ¿? | ¿? |                   |                   |                   |                   |                   |                   | Flaín Muñoz | Flaín Muñoz | Flaín Muñoz | Flaín Muñoz | Flaín Muñoz | Flaín Muñoz |              |              |              |              |              |              |  |  |
|    |    |    |    |    |    |                                  |                                  |                                  |                                  |                                  |                                  |                 |                 |                 |                 |                 |                 |  |  |    |    |    |    |    |    |                   |                   |                   |                   |                   |                   |             |             |             |             |             |             |              |              |              |              |              |              |  |  |
|    |    |    |    |    |    | ¿?                               | ¿?                               | ¿?                               | ¿?                               | ¿?                               | ¿?                               |                 |                 |                 |                 |                 |                 |  |  |    |    |    |    |    |    | Diego Flaínez     | Diego Flaínez     | Diego Flaínez     | Diego Flaínez     | Diego Flaínez     | Diego Flaínez     |             |             |             |             |             |             |              |              |              |              |              |              |  |  |
|    |    |    |    |    |    | ¿?                               | ¿?                               | ¿?                               | ¿?                               | ¿?                               | ¿?                               |                 |                 |                 |                 |                 |                 |  |  |    |    |    |    |    |    | Diego Flaínez     | Diego Flaínez     | Diego Flaínez     | Diego Flaínez     | Diego Flaínez     | Diego Flaínez     |             |             |             |             |             |             |              |              |              |              |              |              |  |  |
|    |    |    |    |    |    | María, Sancha o Teresa Rodríguez | María, Sancha o Teresa Rodríguez | María, Sancha o Teresa Rodríguez | María, Sancha o Teresa Rodríguez | María, Sancha o Teresa Rodríguez | María, Sancha o Teresa Rodríguez |                 |                 |                 |                 |                 |                 |  |  |    |    |    |    |    |    | Diego Laínez      | Diego Laínez      | Diego Laínez      | Diego Laínez      | Diego Laínez      | Diego Laínez      |             |             |             |             |             |             |              |              |              |              |              |              |  |  |
|    |    |    |    |    |    | María, Sancha o Teresa Rodríguez | María, Sancha o Teresa Rodríguez | María, Sancha o Teresa Rodríguez | María, Sancha o Teresa Rodríguez | María, Sancha o Teresa Rodríguez | María, Sancha o Teresa Rodríguez |                 |                 |                 |                 |                 |                 |  |  |    |    |    |    |    |    | Diego Laínez      | Diego Laínez      | Diego Laínez      | Diego Laínez      | Diego Laínez      | Diego Laínez      |             |             |             |             |             |             |              |              |              |              |              |              |  |  |
|    |    |    |    |    |    |                                  |                                  |                                  |                                  |                                  |                                  |                 |                 |                 |                 |                 |                 |  |  |    |    |    |    |    |    |                   |                   |                   |                   |                   |                   |             |             |             |             |             |             |              |              |              |              |              |              |  |  |
|    |    |    |    |    |    |                                  |                                  |                                  |                                  |                                  |                                  |                 |                 |                 |                 | Rodrigo         |                 |  |  |    |    |    |    |    |    |                   |                   |                   |                   |                   |                   |             |             |             |             |             |             |              |              |              |              |              |              |  |  |

En la línea de primer grado se muestran las dos variantes más aceptadas sobre los posibles padres de El Cid.

### Juventud. Al servicio de Sancho II de Castilla

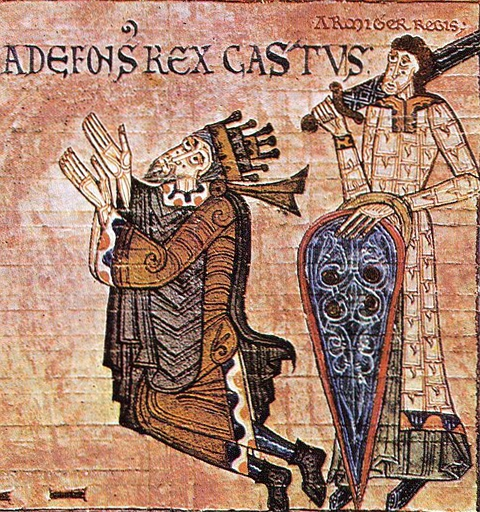
Ilustración de c. 1118 de un armiger regis en el Libro de los testamentos. Rodrigo Díaz entró a servir de muy joven en el séquito del aún infante Sancho II de Castilla y podría haber sido su armígero regio, que en esa época era un escudero protocolario que llevaba la espada y el escudo de su señor en actos solemnes. También se denominaba spatharius regis. De acuerdo con estas funciones está esta imagen de un armiger regis del Liber testamentorum. En dos diplomas de Alfonso VI de 1103 aparece designado el armígero como arma gerens post regem ('el que lleva las armas tras el rey'). De todos modos, no consta en la documentación de Sancho II ningún armiger regis, por lo que lo más probable es que el cargo estuviera vacante en su breve reinado.

Rodrigo Díaz, muy joven, sirvió al infante Sancho, futuro Sancho II de Castilla. En su séquito fue instruido tanto en el manejo de las armas como en sus primeras letras, pues está documentado que sabía leer y escribir. Existe un diploma de dotación a la Catedral de Valencia de 1098 que Rodrigo suscribe con la fórmula autógrafa «Ego Ruderico, simul cum coniuge mea, afirmo oc quod superius scriptum est» ('Yo Rodrigo, junto con mi esposa, suscribo lo que está arriba escrito'). Tuvo, asimismo, conocimientos de derecho, pues intervino en dos ocasiones a instancias regias para dirimir contenciosos jurídicos, aunque quizá en el ambiente de la corte un noble de la posición de Rodrigo Díaz pudiera estar oralmente familiarizado con conceptos legales lo suficiente como para ser convocado en este tipo de procesos.
Posiblemente Rodrigo Díaz acompañaba al ejército del aún infante Sancho II cuando acudió a la batalla de Graus para ayudar al rey de la taifa de Zaragoza al-Muqtadir contra Ramiro I de Aragón en 1063. Desde el acceso al trono de Castilla de Sancho II los últimos días del año 1065 hasta la muerte de este rey en 1072, el Cid gozó del favor regio como magnate de su séquito, y podría haberse ocupado de ser armiger regis 'armígero real', cuya función en el siglo XI sería similar a la de un escudero, ya que sus atribuciones no eran todavía las del alférez  real descrito en Las Partidas en el siglo XIII. El cargo de armígero se convertiría en el de alférez a lo largo del siglo XII, pues iría asumiendo competencias como la de portar la enseña real a caballo y ocupar la jefatura de la mesnada del rey. Durante el reinado de Sancho II de Castilla las tareas del armiger (guardar las armas del señor, fundamentalmente en ceremonias formales) serían encomendadas a caballeros jóvenes que se iniciaban en las funciones palatinas. Sin embargo, en el reinado de Sancho II no hay documentado ningún armiger regis, con lo que este dato podría deberse únicamente a la fama que se propagó posteriormente de que Rodrigo Díaz era el caballero predilecto de este, y de ahí que las fuentes de fines del siglo XII le adjudicaran el cargo de alférez real.
Combatió con Sancho en la guerra que este sostuvo contra su hermano Alfonso VI, rey de León, y con su hermano García, rey de Galicia. Los tres hermanos se disputaban la primacía sobre el reino dividido tras la muerte del padre y luchaban por reunificarlo. Las cualidades bélicas de Rodrigo comenzaron a destacar en las victorias castellanas de Llantada (1068) y Golpejera (1072). Tras esta última Alfonso VI fue capturado, de modo que Sancho se adueñó de León y de Galicia, convirtiéndose en Sancho II de León. Quizá en estas campañas ganara Rodrigo Díaz el sobrenombre de «Campeador», es decir, guerrero en batallas a campo abierto.
Tras el acceso de Sancho al trono leonés, parte de la nobleza leonesa se sublevó y se hizo fuerte en Zamora bajo el amparo de la infanta doña Urraca, hermana de los anteriores. Con la ayuda de Rodrigo Díaz el rey sitió la ciudad, pero murió asesinado —según cuenta una extendida tradición— por el noble zamorano Bellido Dolfos, si bien la Historia Roderici no recoge que la muerte fuera por traición. El episodio del cerco de Zamora es uno de los que más recreaciones ha sufrido por parte de cantares de gesta, crónicas y romances, por lo que la información histórica acerca de este episodio es muy difícil de separar de la legendaria.

### Caballero de confianza de Alfonso VI

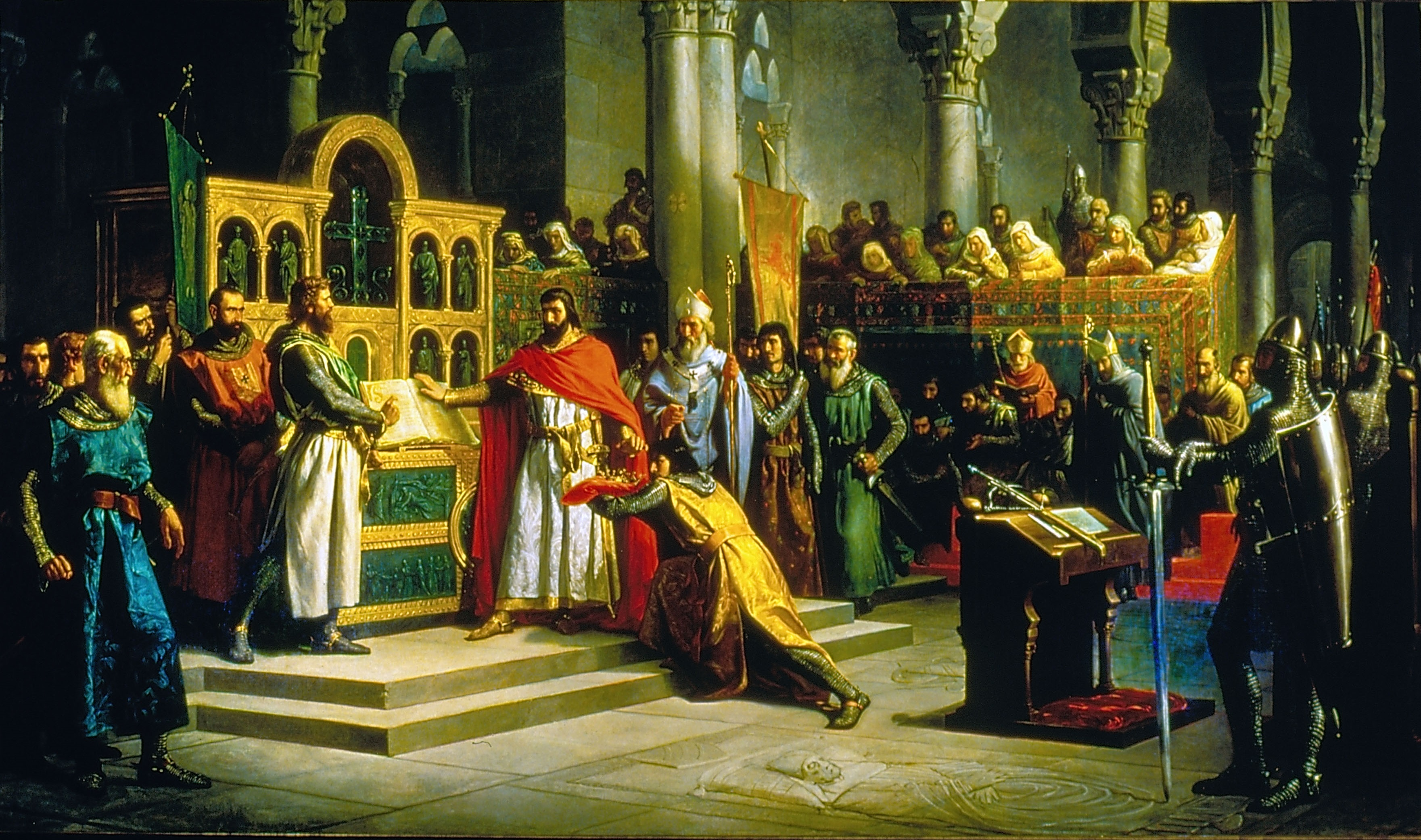
Jura de Santa Gadea, de Marcos Hiráldez de Acosta. 1864. (Palacio del Senado de España, Madrid).

Alfonso VI recuperó el trono de León y sucedió a su hermano en el de Castilla, anexionándolo junto a Galicia y volviendo a conseguir la unión del reino legionense que había desgajado su padre Fernando a su muerte. El conocido episodio de la Jura de Santa Gadea es una invención, según Martínez Diez «carente de cualquier base histórica o documental». La primera aparición de este pasaje literario data de 1236.
Las relaciones entre Alfonso y Rodrigo Díaz fueron en esta época excelentes; aunque con el nuevo rey no desempeñó cargos de relevancia, como pudiera ser el de conde de Nájera que ostentó García Ordóñez, lo nombró juez o procurador en varios pleitos y le proporcionó un honroso matrimonio con Jimena Díaz (entre julio de 1074 y el 12 de mayo de 1076), noble bisnieta de Alfonso V de León, con quien tuvo tres hijos: Diego, María (casada con el conde de Barcelona Ramón Berenguer III) y Cristina (quien contrajo matrimonio con el infante Ramiro Sánchez de Pamplona). Este enlace con la alta nobleza de origen asturleonés confirma que entre Rodrigo y el rey Alfonso hubo en este periodo buena sintonía.
Muestra de la confianza que depositaba Alfonso VI en Rodrigo es que en 1079 el Campeador fue comisionado por el monarca para cobrar las parias de Almutamid de Sevilla. Pero durante el desempeño de esta misión Abdalá ibn Buluggin de Granada emprendió un ataque contra el rey sevillano con el apoyo de la mesnada del importante noble castellano García Ordóñez, que había ido también de parte del rey castellano-leonés a recaudar las parias del último mandatario zirí. Ambos reinos taifas gozaban de la protección de Alfonso VI precisamente a cambio de las parias. El Campeador defendió con su contingente a Almutamid, quien interceptó y venció a Abdalá en la batalla de Cabra, en la que García Ordóñez fue hecho prisionero. La recreación literaria ha querido ver en este episodio una de las causas de la enemistad de Alfonso hacia Rodrigo, instigada por la nobleza afín a García Ordóñez, aunque la protección que el Cid brindó al rico rey de Sevilla, que enriquecía con sus impuestos a Alfonso VI, beneficiaba los intereses del monarca leonés.
Los desencuentros con Alfonso fueron causados por un exceso (aunque no era raro en la época) de Rodrigo Díaz tras repeler una incursión de tropas andalusíes en Soria en 1080, que le llevó, en su persecución, a adentrarse en el reino de taifa toledano y saquear su zona oriental, que estaba bajo el amparo del rey Alfonso VI.

### Primer destierro: al servicio de la taifa de Zaragoza
Sin descartar del todo la posible influencia de cortesanos opuestos a Rodrigo Díaz en la decisión, la incursión del castellano contra el territorio de al-Qadir, el régulo títere de Toledo protegido de Alfonso, le causó el destierro y la ruptura de la relación de vasallaje.

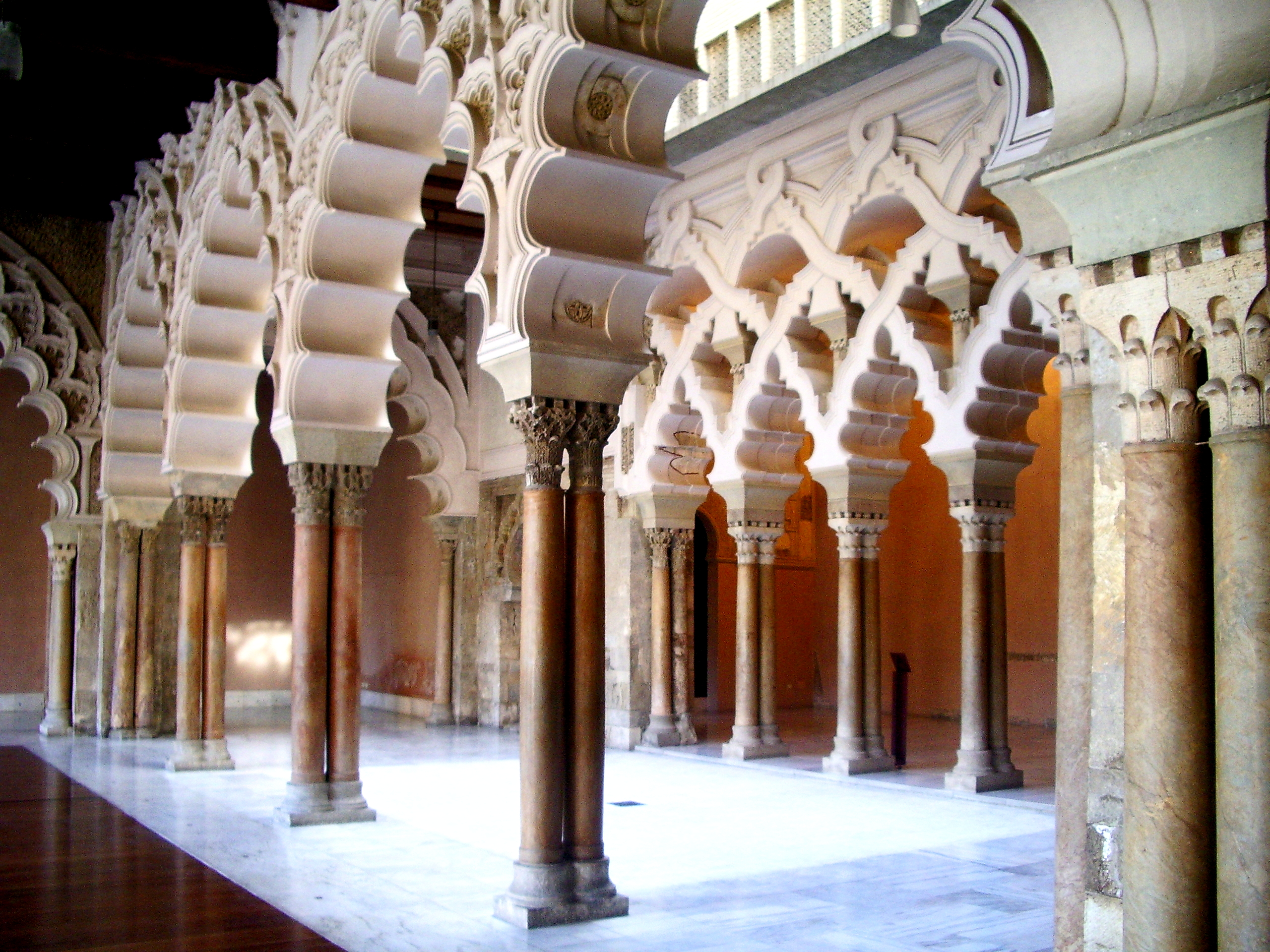
Palacio de la Aljafería, residencia de al-Mutamán, a quien sirvió el Campeador entre 1081 y 1086

A finales de 1080 o principios de 1081, el Campeador tuvo que marchar en busca de magnate al que prestar su experiencia militar. Es muy posible que inicialmente buscara el amparo de los hermanos Ramón Berenguer II y Berenguer Ramón II, condes de Barcelona, pero rechazaron su patrocinio. Rodrigo, entonces, ofreció sus servicios a reyes de taifas, lo que no era infrecuente, pues el propio Alfonso VI había sido acogido por al-Mamún de Toledo en 1072 durante su ostracismo.
Junto con sus vasallos o «mesnada» se estableció desde 1081 hasta 1086 como guerrero bajo las órdenes del rey de Zaragoza al-Muqtadir, quien, gravemente enfermo, fue sucedido en 1081 por al-Mutamán. Este encomendó al Cid en 1082 una campaña contra su hermano el gobernador de Lérida Mundir, el cual, aliado con el conde Berenguer Ramón II de Barcelona y el rey de Aragón Sancho Ramírez, no había acatado el poder de Zaragoza a la muerte del padre de ambos, desatándose una guerra fratricida entre los dos reyes hudíes del Valle del Ebro.
La hueste del Cid reforzó las plazas fuertes de Monzón y Tamarite y derrotó a la coalición, formada por Mundir y Berenguer Ramón II, ya con el apoyo del grueso del ejército taifal de Zaragoza, en la batalla de Almenar, donde fue hecho prisionero el conde Ramón Berenguer II.

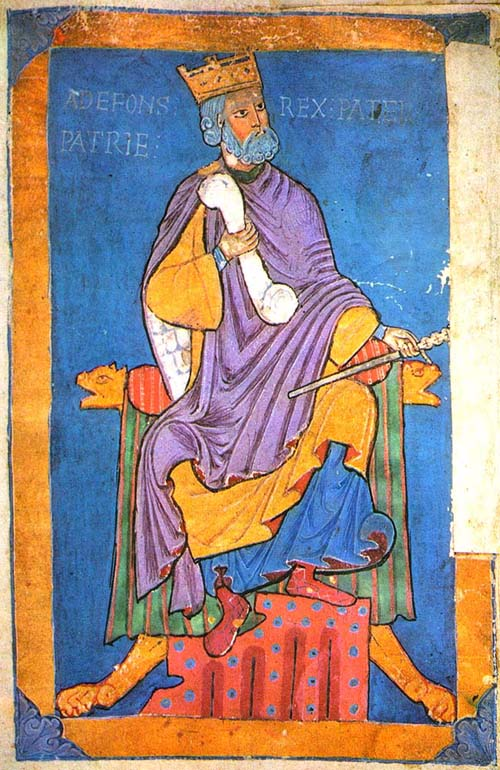
Alfonso VI de León en una ilustración del.

En tanto que al-Mutamán y el Campeador luchaban en Almenar, en la inexpugnable fortaleza de Rueda de Jalón el antiguo rey de Lérida Yusuf al-Muzaffar, que en este castillo estaba prisionero, destronado por su hermano al-Muqtadir, planeó una conspiración con el alcaide de esta plaza, un tal Albofalac según las fuentes romances (quizá Abu-l-Jalaq). Aprovechando la ausencia de al-Mutamán, el monarca de Zaragoza, al-Muzaffar y Albofalac solicitaron que acudiera Alfonso VI con un ejército para sublevarse a cambio de cederle la fortaleza. Alfonso VI vio además la oportunidad de volver a cobrar las parias del reino de Zaragoza y marchó con su hueste, comandada por Ramiro de Pamplona (un hijo de García Sánchez III de Pamplona) y el noble castellano Gonzalo Salvadórez, hacia Rueda en septiembre de 1082. Pero murió al-Muzaffar, y el alcaide Albofalac, al carecer de pretendiente al reino zaragozano, cambió de estrategia y pensó congraciarse con al-Mutamán tendiendo una trampa a Alfonso VI. Le prometió al rey de León y Castilla entregar la fortaleza, pero cuando los comandantes y las primeras tropas de su ejército accedieron a las primeras rampas del castillo tras franquear la puerta de la muralla, comenzaron a arrojarles piedras desde lo alto que diezmaron la mesnada de Alfonso VI, quien había quedado, precavidamente, esperando entrar al final. Murieron Ramiro de Pamplona y Gonzalo Salvadórez, entre otros importantes magnates cristianos, aunque Alfonso VI esquivó la celada. El episodio pasó a ser conocido en la historiografía como la «traición de Rueda». Poco después, el Cid se personó en el lugar de los hechos tras haber estado en Tudela, probablemente enviado por al-Mutamán, previendo un ataque leonés y castellano a gran escala, y aseguró a Alfonso VI que no había tenido ninguna implicación en esta traición, explicaciones que Alfonso aceptó. Se especula con que tras la entrevista pudo haber una breve reconciliación, pero solo hay constancia de que el Cid volvió a Zaragoza al servicio del rey musulmán.
En 1084 el Cid desempeñaba una misión en el sureste de la taifa zaragozana, atacando Morella, posiblemente con la intención de que Zaragoza obtuviera una salida al mar. Al-Mundir, señor de Lérida, Tortosa y Denia, vio en peligro sus tierras y recurrió esta vez a Sancho Ramírez de Aragón, que combatió contra Rodrigo Díaz el 14 de agosto de 1084 en la batalla de Morella, también llamada de Olocau —si bien en 2005 Boix Jovaní postuló que se desarrolló algo más al norte de Olocau del Rey, en Pobleta d'Alcolea—. De nuevo el castellano se alzó con la victoria, capturando a los principales caballeros del ejército aragonés (entre los que se encontraban el obispo de Roda Ramón Dalmacio o el tenente del condado de Navarra Sancho Sánchez) a quienes seguramente liberaría tras cobrar su rescate. En alguno de estos dos recibimientos apoteósicos en Zaragoza podría haberse recibido al Cid al grito de «sīdī» ('mi señor' en árabe andalusí, a su vez proveniente del árabe clásico sayyid), el apelativo romanceado de «mio Çid».

### Reconciliación con Alfonso VI
El 25 de mayo de 1085 Alfonso VI conquista la taifa de Toledo y en 1086 inicia el asedio a Zaragoza, ya con al-Musta'in II en el trono de esta taifa, quien también tuvo a Rodrigo a su servicio. Pero a comienzos de agosto de ese año un ejército almorávide avanzó hacia el interior del reino de León, donde Alfonso se vio obligado a interceptarlo, con resultado de derrota cristiana en la batalla de Sagrajas el 23 de octubre. Es posible que durante el cerco a Zaragoza Alfonso se reconciliara con el Cid, pero en todo caso el magnate castellano no estuvo presente en Sagrajas. La llegada de los almorávides, que observaban más estrictamente el cumplimiento de la ley islámica, hacía difícil para el rey taifa de Zaragoza mantener a un jefe del ejército y mesnada cristianos, lo que pudo causar que prescindiera de los servicios del Campeador. Por otro lado, Alfonso VI pudo condonar la pena a Rodrigo ante la necesidad que tenía de valiosos caudillos con que enfrentarse al nuevo poder de origen norteafricano.

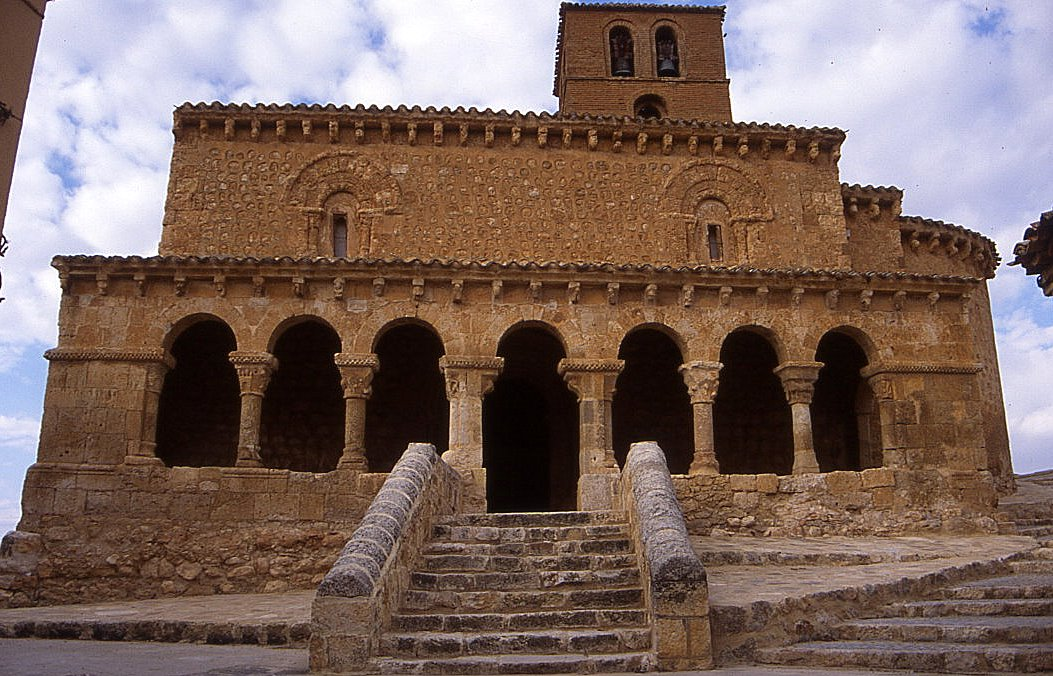
Iglesia de San Miguel de San Esteban de Gormaz, localidad donde Rodrigo Díaz tenía dominios.

Rodrigo acompaña a la corte del rey Alfonso en Castilla en la primera mitad de 1087, y en verano se dirigió hacia Zaragoza, donde se reunió de nuevo con al-Musta'in II y, juntos, tomaron la ruta de Valencia para socorrer al rey-títere al-Qadir del acoso de al-Mundir (rey de Lérida entre 1082 y 1090), que se había aliado de nuevo con Berenguer Ramón II de Barcelona para conquistar la rica taifa valenciana, en esta época un protectorado de Alfonso VI. El Cid logró repeler la incursión de al-Mundir de Lérida pero poco después el rey de la taifa leridana tomaba la importante plaza fortificada de Murviedro (actual Sagunto), acosando otra vez peligrosamente a Valencia. Ante esta difícil situación, Rodrigo Díaz marchó a Castilla al encuentro de su rey para solicitar refuerzos y planear la estrategia defensiva en un futuro. Fruto de estos planes y acciones sería la posterior intervención cidiana en el Levante, que traería como resultado una sucesión encadenada de acciones bélicas que le llevarían a acabar por rendir la capital del Turia. Reforzada la mesnada del Cid, se encaminó a Murviedro con el fin de expugnar al rey hudí de Lérida. Mientras Alfonso VI salió de Toledo en campaña hacia el sur, Rodrigo Díaz partió de Burgos, acampó en Fresno de Caracena y el 4 de junio de 1088 celebró la Pascua de Pentecostés en Calamocha y se dirigió de nuevo a tierras levantinas.
Cuando llegó, Valencia estaba siendo sitiada por Berenguer Ramón II, ahora aliado con al-Musta'in II de Zaragoza, a quien el Campeador había negado entregar la capital levantina en la campaña anterior. Rodrigo, ante la fortaleza de esta alianza, procuró un acuerdo con al-Mundir de Lérida y pactó con el conde de Barcelona el levantamiento del asedio, que este hizo efectivo. Posteriormente, El Cid comenzó a cobrar para sí mismo las parias que anteriormente Valencia pagaba a Barcelona o al rey Alfonso VI y estableció con ello un protectorado sobre toda la zona, incluida la taifa de Albarracín y Murviedro.

### Segundo destierro: su intervención en Levante
Sin embargo, antes de terminar 1088, se produciría un nuevo desencuentro entre el caudillo castellano y su rey. Alfonso VI había conquistado Aledo (provincia de Murcia), desde donde ponía en peligro las taifas de Murcia, Granada y Sevilla con continuas algaradas de saqueo. Entonces las taifas andalusíes solicitaron de nuevo la intervención del emperador almorávide, Yusuf ibn Tashufin, que sitió Aledo el verano de 1088. Alfonso acudió al rescate de la fortaleza y ordenó a Rodrigo que marchara a su encuentro en Villena para sumar sus fuerzas, pero el Campeador,  no acabó por reunirse con su rey, sin que se pueda discernir si la causa fue un problema logístico o la decisión del Cid de evitar el encuentro. En lugar de esperar en Villena, acampa en Onteniente y coloca atalayas avanzadas en Villena y Chinchilla para avisar de la llegada del ejército del rey. Alfonso, a su vez, en lugar de ir al lugar de encuentro acordado, toma un camino más corto, por Hellín y por el Valle del Segura hasta Molina. En todo caso, Alfonso VI volvió a castigar al Cid con un nuevo destierro aplicándole además una medida que solo se ejecutaba en casos de traición, que comportaba la expropiación de sus bienes; extremo al que no había llegado en el primer destierro. Es a partir de este momento cuando el Cid comenzó a actuar a todos los efectos como un caudillo independiente y planteó su intervención en Levante como una actividad personal y no como una misión por cuenta del rey.

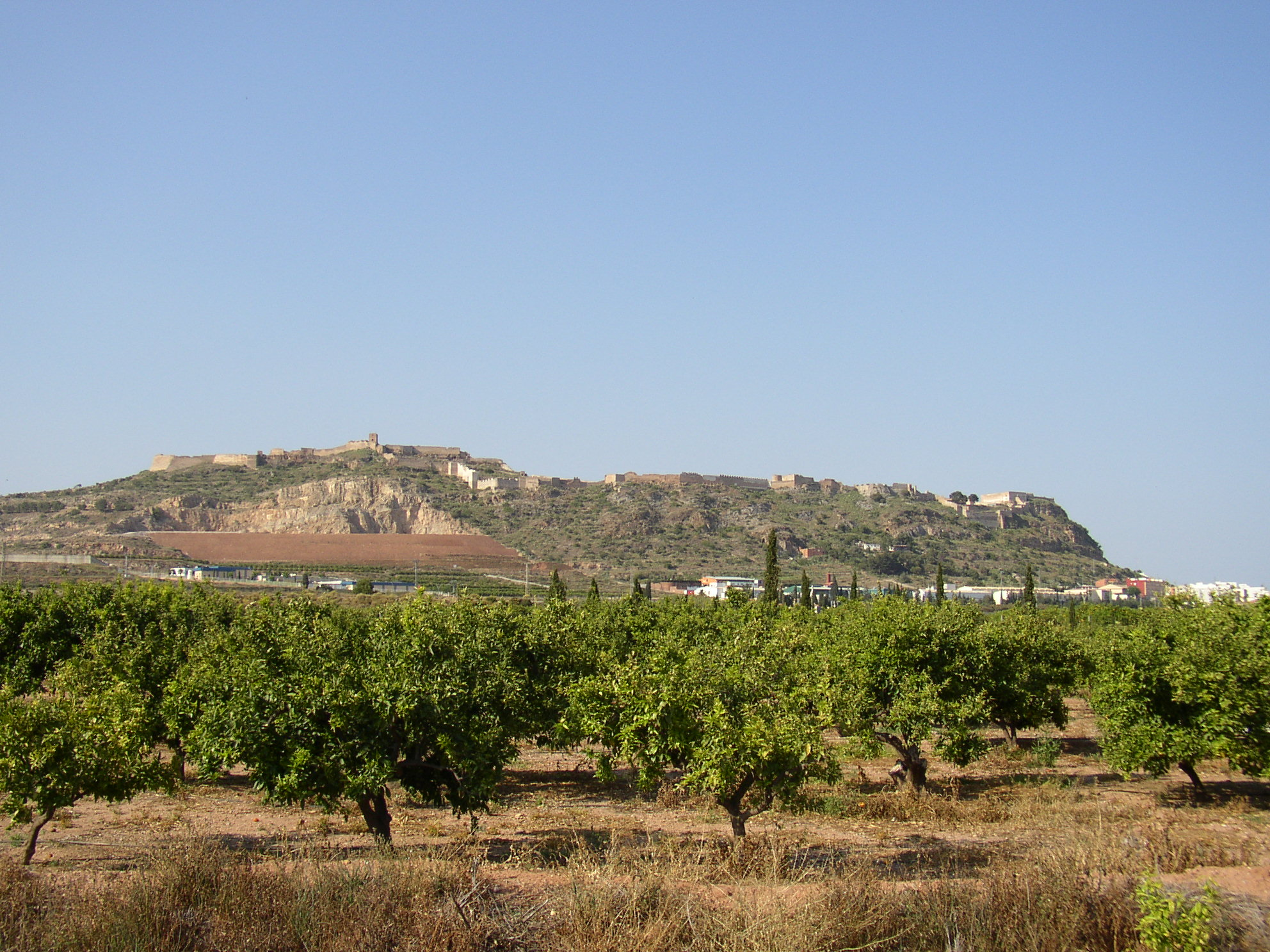
Castillo de Murviedro (hoy Sagunto).

A comienzos de 1089 saqueó la taifa de Denia y después se acercó a Murviedro, lo que provocó que al-Qadir de Valencia pasara a pagarle tributos para asegurarse su protección.
A mediados de ese año amenaza la frontera sur del rey de Lérida al-Mundir y de Berenguer Ramón II de Barcelona estableciéndose firmemente en Burriana, a poca distancia de las tierras de Tortosa, que pertenecían a al-Mundir de Lérida. Este, que veía amenazados sus dominios sobre Tortosa y Denia, se alió con Berenguer Ramón II, quien atacó al Cid el verano de 1090, pero el castellano lo derrotó en Tévar, posiblemente un pinar situado en el actual puerto de Torre Miró, entre Monroyo y Morella. Capturó de nuevo al conde de Barcelona quien, tras este suceso, se comprometió a abandonar sus intereses en el Levante.
Como consecuencia de estas victorias el Cid se convirtió en la figura más poderosa del oriente de la Península, estableciendo un protectorado sobre Levante que tenía como tributarios a Valencia, Lérida, Tortosa, Denia, Albarracín, Alpuente, Sagunto, Jérica, Segorbe y Almenara.
En 1092 reconstruyó como base de operaciones la fortaleza de Peña Cadiella (actualmente La Carbonera, sierra de Benicadell), pero Alfonso VI había perdido su influencia en Valencia, sustituida por el protectorado del Cid. Para recuperar su dominio de esa zona se alió con Sancho Ramírez de Aragón y Berenguer Ramón II, y consiguió el apoyo naval de Pisa y Génova. El rey de Aragón, el conde de Barcelona y la flota pisana y genovesa atacaron la Taifa de Tortosa, que había sido sometida por el Cid al pago de parias y en verano de 1092 la coalición hostigó Valencia. Alfonso VI, por su parte, había acudido antes por tierra a Valencia para acaudillar la alianza múltiple contra el Cid, pero la demora de la armada pisano-genovesa que debía apoyarle y el alto coste de mantener el sitio, obligó al rey al abandono de las tierras valencianas.
Rodrigo, que estaba en Zaragoza (la única taifa que no le tributaba parias) recabando el apoyo de al-Musta'in II, tomó represalias contra el territorio castellano mediante una enérgica campaña de saqueo en La Rioja. Tras estos acontecimientos, ninguna fuerza cristiana se pudo oponer al Cid, y solo el potente Imperio almorávide, entonces en la cima de su poderío militar, podía hacerle frente.
La amenaza almorávide fue la causa que definitivamente llevó al Cid a dar un paso más en sus ambiciones en Levante y, superando la idea de crear un protectorado sobre las distintas fortalezas de la región, sostenido con el cobro de las parias de las taifas vecinas (Tortosa, Alpuente, Albarracín, y otras ciudades fortificadas levantinas) decidió conquistar la ciudad de Valencia para establecer un señorío hereditario, estatus extraordinario para un señor de la guerra independiente en cuanto que no estaba sometido a ningún rey cristiano.

### Conquista de Valencia

Batalla de Cuarte, 21 de octubre de 1094. Los almorávides intentan recuperar Valencia, a la que sitian con cerca de 10 000 combatientes. El Cid decidió, transcurrida una semana de asedio, salir de noche por la puerta de Boatella del sur-sudoeste con el grueso de su mesnada y emboscarse a espaldas de la retaguardia enemiga y el Real almorávide al sur de Cuarte. Un segundo cuerpo de caballería poco numeroso salió al alba por la puerta de la Culebra y avanzó directamente hacia la vanguardia del enemigo, situada al este de Mislata, con el fin de provocar el avance de la caballería almorávide y emprender una rápida retirada que la atrajera hacia Valencia en una maniobra de distracción similar al tornafuye. Con ello se debilitó la cohesión de la formación musulmana que se extendía a lo largo de unos cinco kilómetros entre Cuarte y Valencia. A continuación el Campeador atacó la retaguardia almorávide, produjo la desbandada musulmana, tomó el Real y obtuvo una rápida victoria. Fue la primera derrota del Imperio almorávide ante un ejército cristiano.

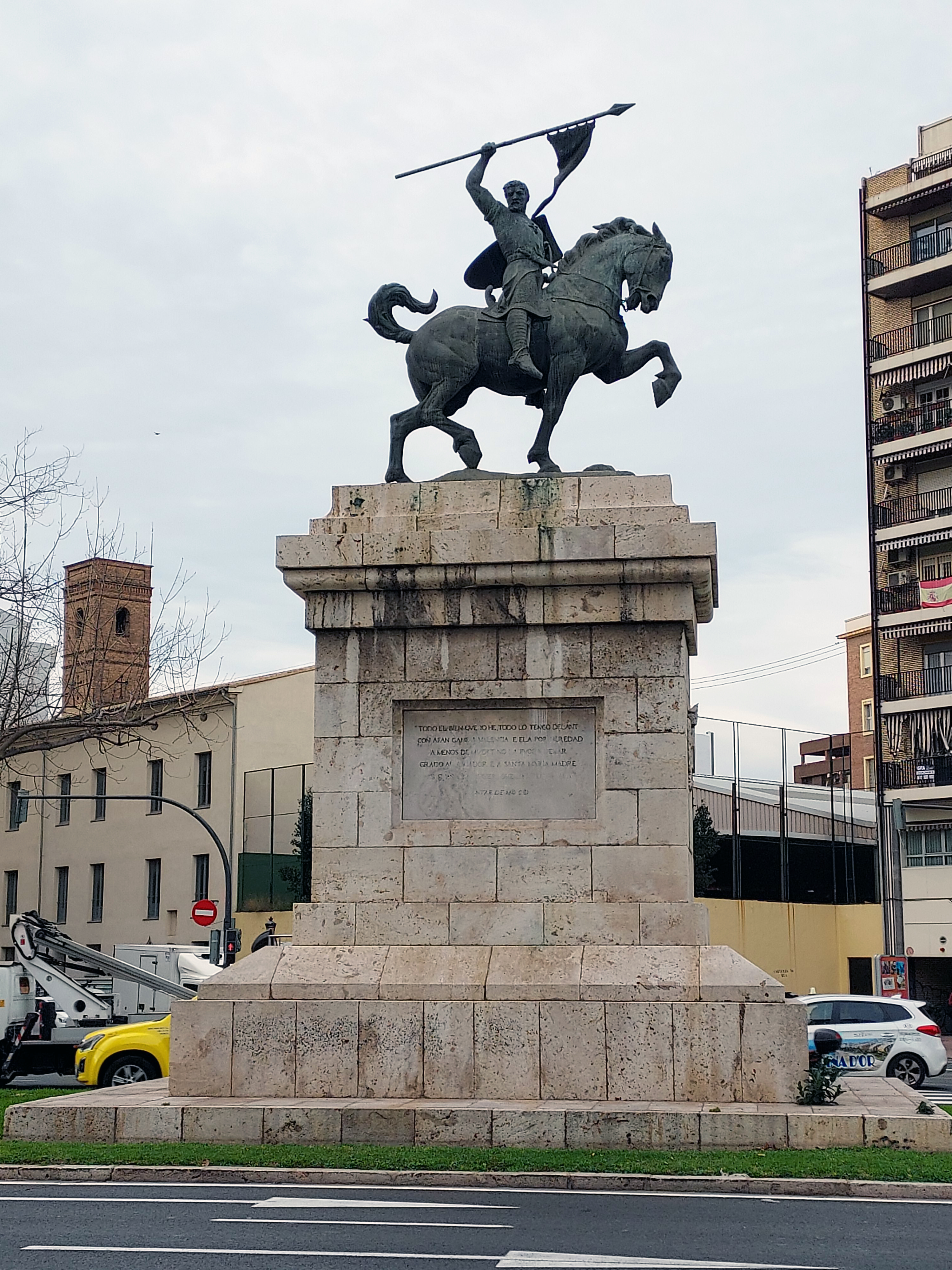
Estatua de Rodrigo Díaz de Vivar, El Cid. Plaza de España, Valencia

Tras el verano de 1092, con el Cid aún en Zaragoza, el cadí Ibn Ŷaḥḥāf, llamado por los cristianos Abeniaf, con el apoyo de la facción almorávide, promovió el 28 de octubre de 1092 la ejecución de al-Qadir, tributario y bajo la protección de Rodrigo, y se hizo con el poder en Valencia. Al conocer la noticia, el Campeador se encolerizó, regresó a Valencia a comienzos de noviembre y sitió la fortaleza de Cebolla, actualmente en el término municipal de El Puig, a catorce kilómetros de la capital levantina, rindiéndola mediado el año 1093 con la decidida intención de que le sirviera de base de operaciones para un definitivo asalto a Valencia.
Ese verano comenzó a cercar la ciudad. Valencia, en situación de peligro extremo, solicitó un ejército de socorro almorávide, que fue enviado al mando de al-Latmuní y avanzó desde el sur de la capital del Turia hasta Almusafes, a veintitrés kilómetros de Valencia, para seguidamente volver a retirarse. Ya no recibirían los valencianos más auxilio y la ciudad empezó a sufrir las consecuencias del desabastecimiento. Según la Crónica anónima de los Reyes de Taifas:

Le cortó los aprovisionamientos, emplazó almajaneques y horadó sus muros. Los habitantes, privados de víveres, comieron ratas, perros y carroña, hasta el punto de que la gente comió gente, pues a quien de entre ellos moría se lo comían. Las gentes, en fin, llegaron a sufrimientos tales que no podían soportar. Ibn 'Alqama ha escrito un libro relativo a la situación de Valencia y sobre su asedio que hace llorar al que lo lee y espanta al hombre razonable. Como la prueba se prolongó largamente sobre ellos y les faltó el aguante y como los almorávides se habían marchado de al-Andalus a Berbería y no encontraban un protector, decidieron entregar la ciudad al Campeador; para lo cual le pidieron el amán para sus personas, sus bienes y sus familias. Él mientras impuso como condición a ibn Ŷaḥḥāf que este habría de darle todos los tesoros de al-Quādir.

El estrecho cerco se había prolongado por casi un año entero, tras el cual Valencia capituló el 17 de junio de 1094. El Cid tomó posesión de la ciudad titulándose «príncipe Rodrigo el Campeador» y quizá de este periodo date el tratamiento de que derivaría en «Cid».
De todos modos, la presión almorávide no cejó y a mediados de septiembre de ese mismo año un ejército al mando de Abu Abdalá Muhammad ibn Tāšufīn, sobrino del emperador Yusuf, llegó hasta Cuart de Poblet, a cinco kilómetros de la capital, y la asedió, pero fue derrotado por el Cid en batalla campal.
Ibn Ŷaḥḥāf fue quemado vivo por el Cid, quien se vengaba así de que asesinara a su protegido y tributario al-Qadir, pero aplicando también al parecer una costumbre islámica. Con el fin de asegurarse las rutas del norte del nuevo señorío, Rodrigo consiguió aliarse con el nuevo rey de Aragón Pedro I, que había sido entronizado poco antes de la caída de Valencia durante el sitio de Huesca, y tomó el Castillo de Serra y Olocau en 1095.
En 1097 una nueva incursión almorávide al mando de nuevo de Muhammad ibn Tasufin intentó recuperar Valencia para el islam, pero cerca de Gandía fue derrotado otra vez por el Campeador con la colaboración del ejército de Pedro I en la batalla de Bairén.
Ese mismo año, Rodrigo envió a su único hijo varón, Diego Rodríguez, a luchar junto a Alfonso VI contra los almorávides; las tropas de Alfonso VI fueron derrotadas y Diego perdió la vida en la Batalla de Consuegra. A fines de 1097 tomó Almenara, cerrando así las rutas del norte de Valencia y en 1098 conquistó definitivamente la imponente ciudad fortificada de Sagunto, con lo que consolidaba su dominio sobre la que había sido anteriormente taifa de Balansiya.
También en 1098 consagró la nueva Catedral de Santa María, reformando la que había sido mezquita aljama. Había situado a Jerónimo de Perigord al frente de la nueva sede episcopal en detrimento del antiguo metropolitano mozárabe o sayyid almaṭran, debido a la desafección que se había producido entre el Campeador y la comunidad mozárabe durante el sitio de Valencia de septiembre y octubre de 1094. En el diploma de dotación de la catedral de fines de 1098 Rodrigo se presenta como «princeps Rodericus Campidoctor», considerándose un soberano autónomo pese a no tener ascendencia real, y se alude a la batalla de Cuarte como un triunfo conseguido rápidamente y sin bajas sobre un número enorme de mahometanos. Como señala Georges Martin:

... después de la toma de Valencia, todos los esfuerzos de Rodrigo se orientaron hacia la consolidación de su independencia señorial, hacia la constitución de un principado soberano desvinculado de la tutela secular del rey de Castilla así como de la tutela eclesiástica del arzobispo de Toledo.
Georges Martin, «El primer testimonio cristiano sobre la toma de Valencia (1098)», e-Spania, n.º 10, diciembre de 2010. § 8.

Establecido ya en Valencia, se alió también con Ramón Berenguer III, conde de Barcelona, con el propósito de frenar conjuntamente el empuje almorávide. Las alianzas militares se reforzaron con matrimonios. El año de su muerte había casado a sus hijas con altos dignatarios: Cristina con el infante Ramiro Sánchez de Pamplona y María con Ramón Berenguer III. Tales vínculos confirmaron la veracidad histórica de los versos 3.724 y 3.725 del Cantar de mio Cid «hoy los reyes de España sus parientes son,/ a todos alcanza honra por el que en buen hora nació». En efecto García Ramírez el Restaurador fue nieto del Cid y rey de Pamplona; asimismo, Alfonso VIII de Castilla era tataranieto del Campeador.

### Fallecimiento

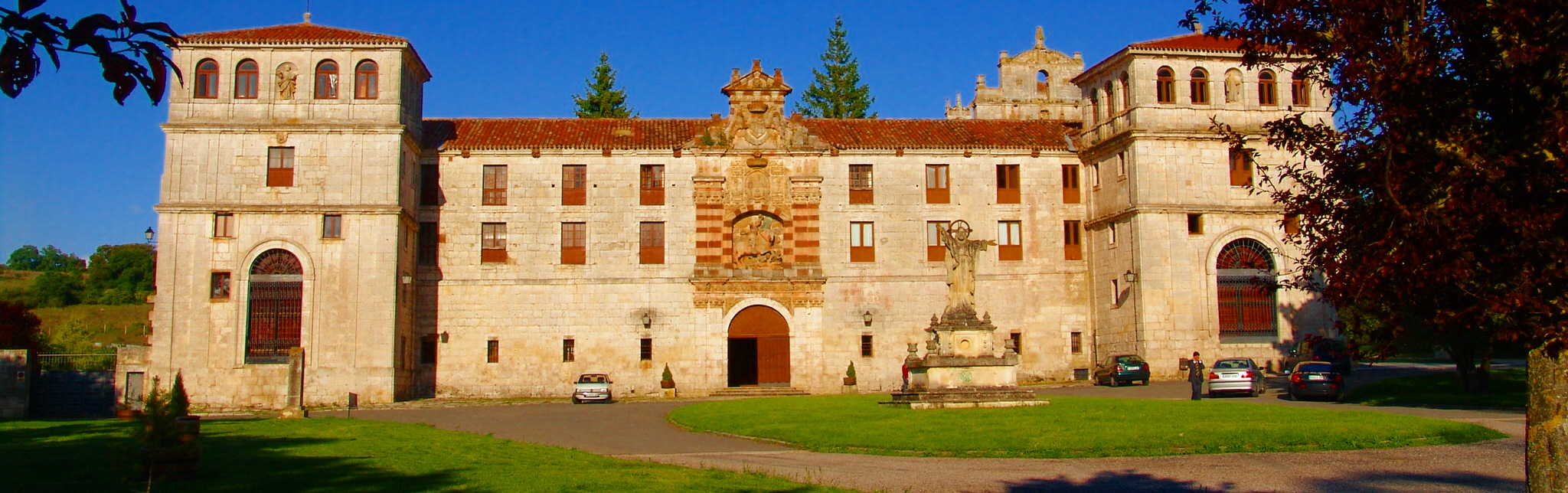
Fachada principal del Monasterio de San Pedro de Cardeña.

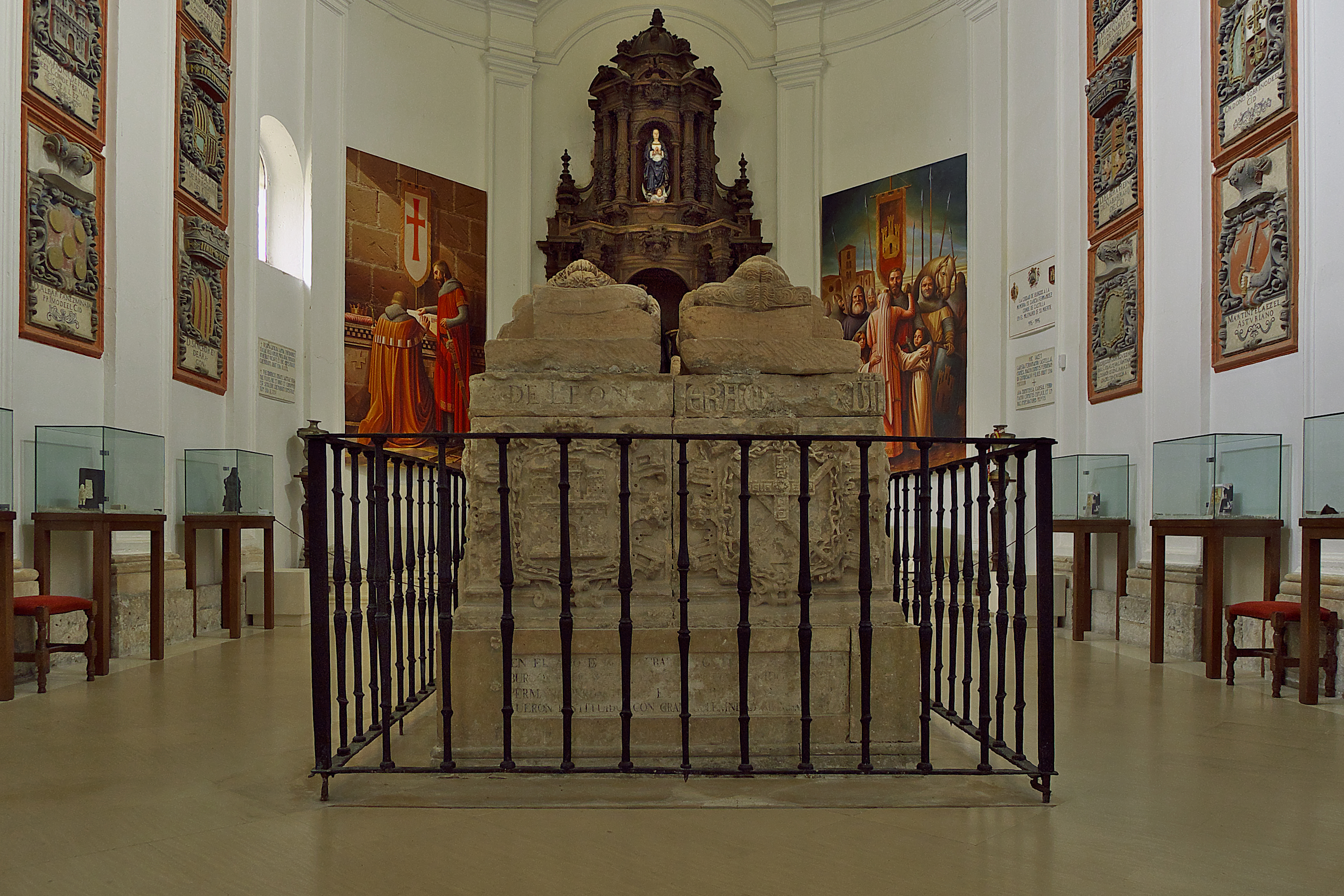
Capilla del Cid. Monasterio de San Pedro de Cardeña.

Su muerte se produjo en Valencia entre mayo y julio de 1099, según Martínez Diez, el 10 de julio. Alberto Montaner Frutos se inclina por situarla en mayo, debido a la coincidencia de dos fuentes independientes en datar su deceso en este mes: el Linaje de Rodrigo Díaz por una parte y por otra las crónicas alfonsíes que contienen la Estoria del Cid (como la Versión sanchina de la Estoria de España), que recogen datos cuyo origen está en la historia oral o escrita generada en el monasterio de San Pedro de Cardeña. No es impedimento que el monasterio conmemorara en junio el aniversario del Cid, pues es propio de estas celebraciones elegir la fecha del momento de la inhumación del cadáver en lugar de la de su muerte y, de todos modos, el dato lo transmite una fuente tardía de la segunda mitad del siglo XIII o comienzos del siglo XIV.

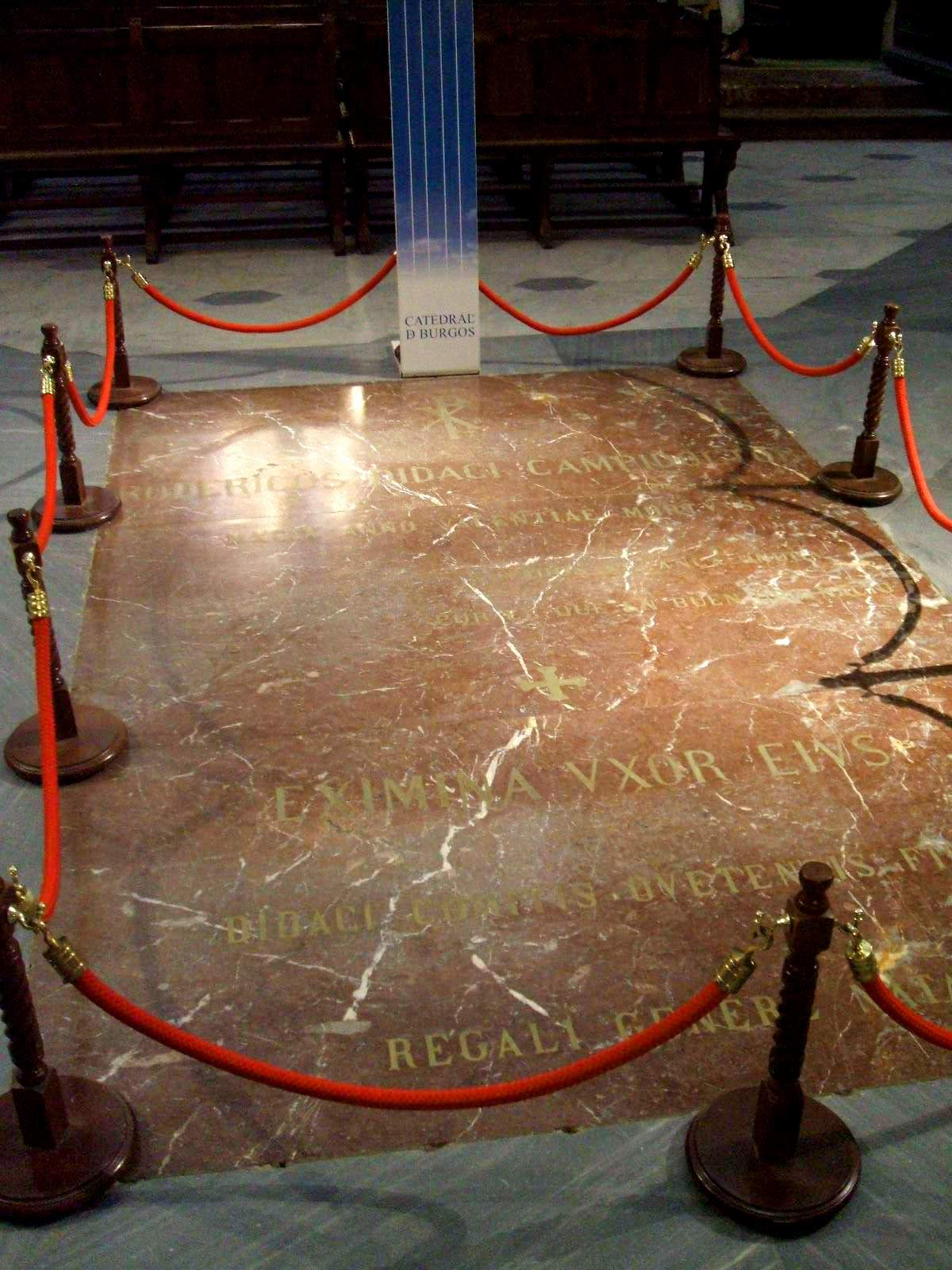
Tumba del Cid y Doña Jimena en el crucero de la Catedral de Burgos

 El Cantar, probablemente en la creencia de que el héroe murió en mayo, precisaría la fecha en la Pascua de Pentecostés con fines literarios y simbólicos.
Su esposa Jimena, convertida en señora de Valencia, consiguió defender la ciudad con la ayuda de su yerno Ramón Berenguer III durante un tiempo. Pero en mayo de 1102, ante la imposibilidad de defender el principado, la familia y gente del Cid abandonaron Valencia con la ayuda de Alfonso VI, tras desvalijar e incendiar la ciudad. Así, Valencia fue conquistada al día siguiente de nuevo por los almorávides y permaneció en manos musulmanas hasta 1238, cuando fue retomada definitivamente por Jaime I.
Rodrigo Díaz fue inhumado en la catedral de Valencia, por lo que no fue voluntad del Campeador ser enterrado en el monasterio de San Pedro de Cardeña, a donde fueron llevados sus restos tras el desalojo e incendio cristiano de la capital levantina en 1102. En 1808, durante la Guerra de la Independencia, los soldados franceses profanaron su tumba, pero al año siguiente el general Paul Thiébault ordenó depositar sus restos en un mausoleo en el paseo del Espolón, a orillas del río Arlanzón; en 1826 fueron trasladados nuevamente a Cardeña, pero tras la desamortización, en 1842, fueron llevados a la capilla de la Casa Consistorial de Burgos. Desde 1921 reposan junto con los de su esposa Doña Jimena en el crucero de la Catedral de Burgos.

##### Fuentes árabes

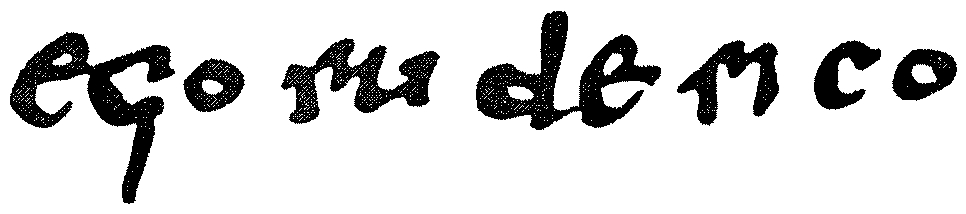
Firma autógrafa de Rodrigo Díaz: «ego ruderico», en un diploma de dotación a la Catedral de Valencia de 1098

##### Fuentes cristianas

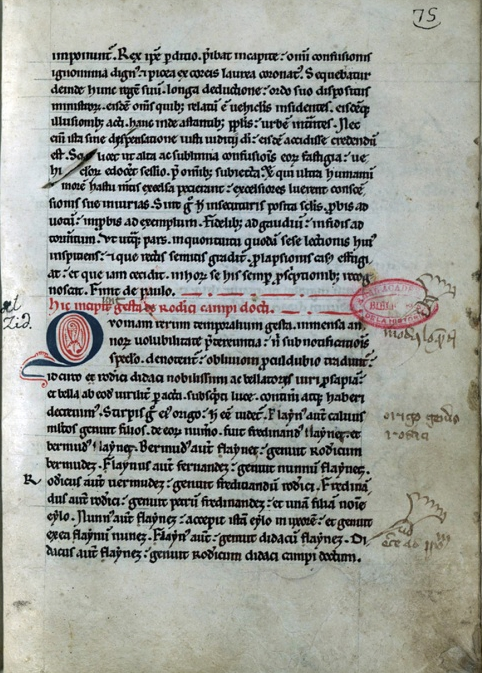
La Historia Roderici es la fuente principal de los datos que se conocen sobre la vida del Rodrigo Díaz histórico.

#### El desarrollo de la leyenda

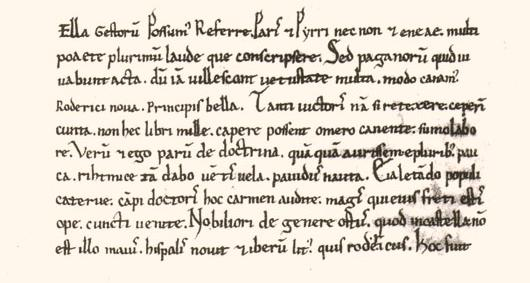
Manuscrito del Carmen Campidoctoris

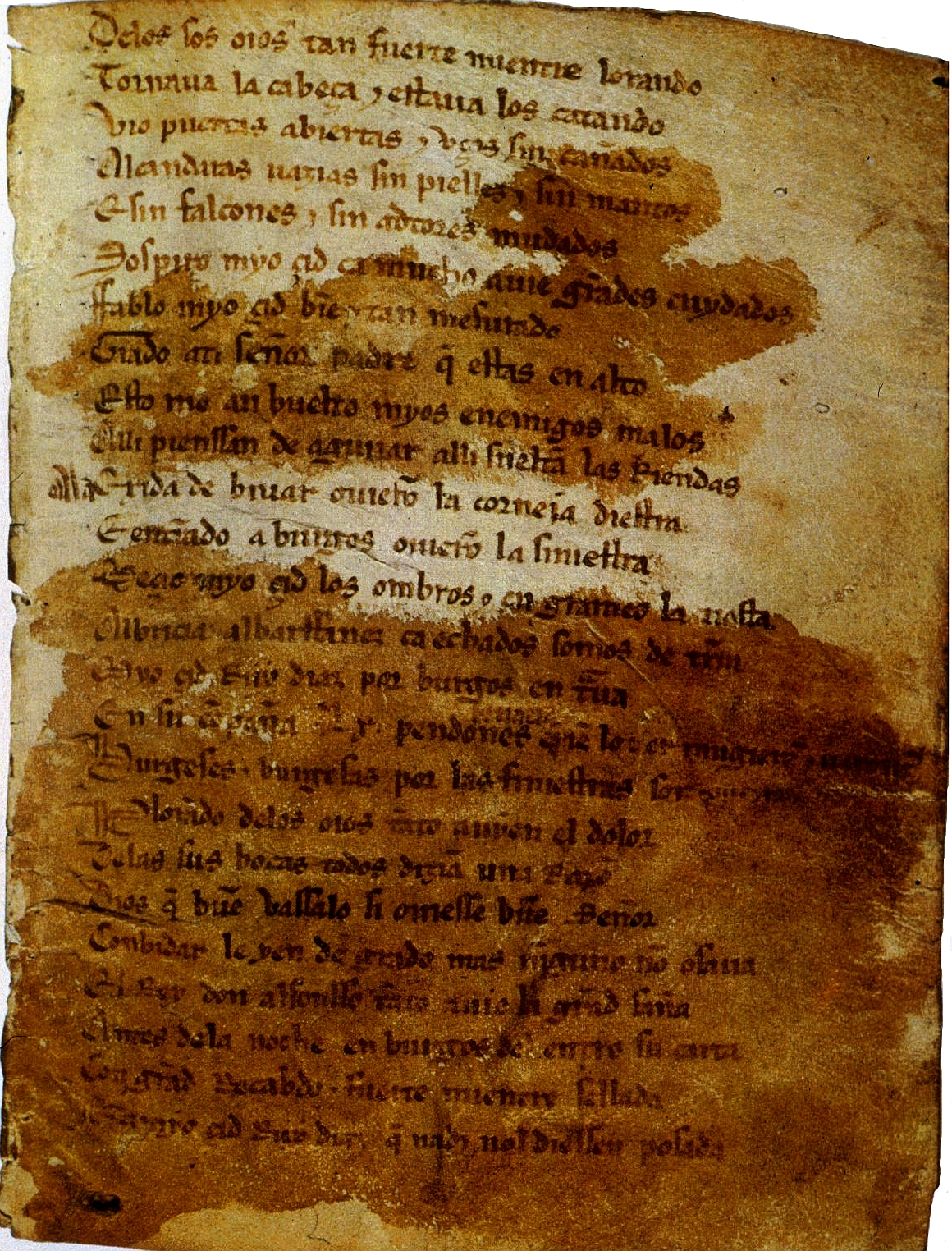
Reproducción del primer folio del manuscrito del Cantar de mio Cid conservado en la Biblioteca Nacional de España.

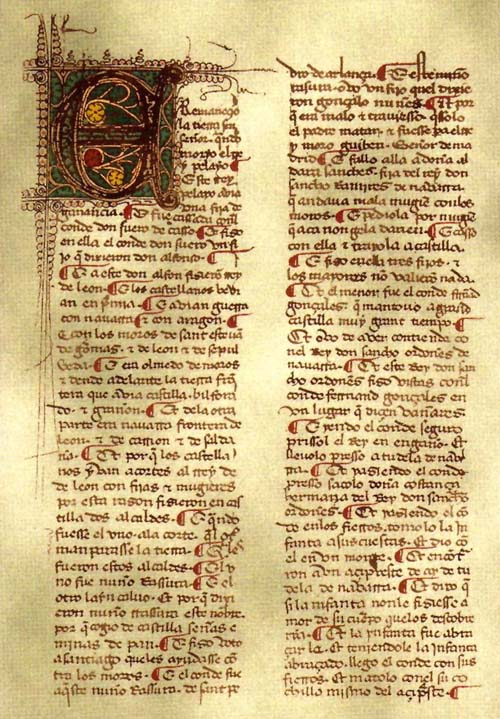
Mocedades de Rodrigo

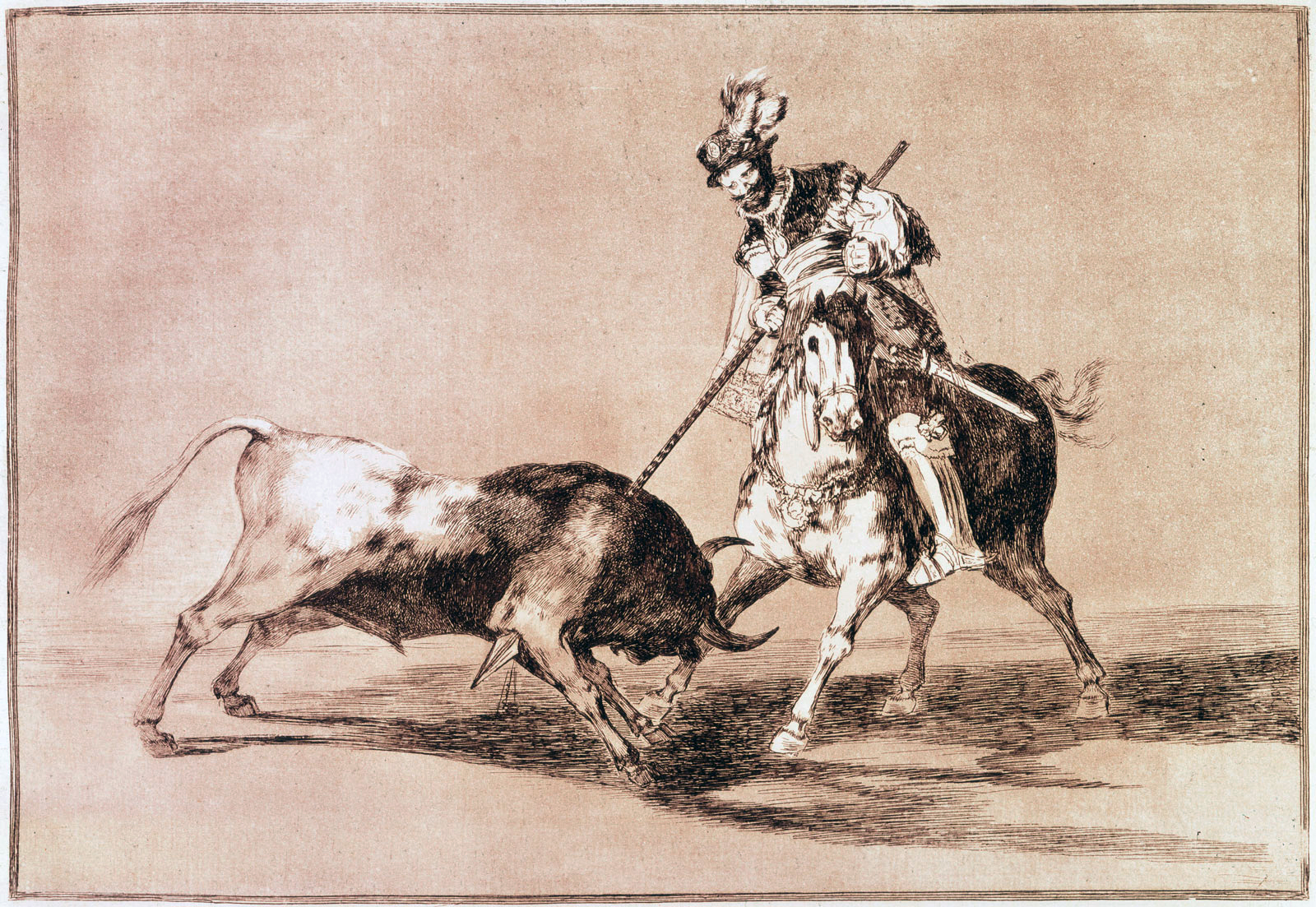
Francisco de Goya, «El Cid Campeador lanceando otro toro», grabado n.º 11 de La tauromaquia, 1816

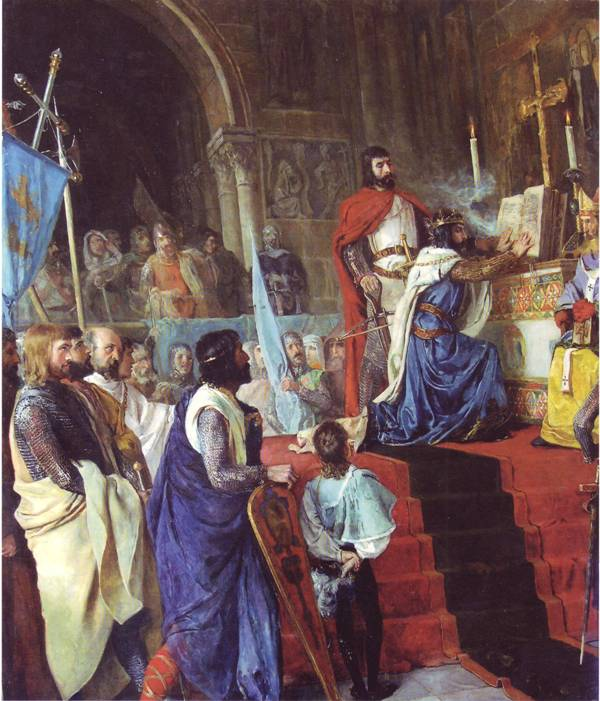
La Jura de Santa Gadea (1887), de Armando Menocal, recrea un episodio legendario difundido a partir del en leyendas y romances del que no hay constancia histórica, y que actualmente se considera enteramente ficticio.

### Ópera

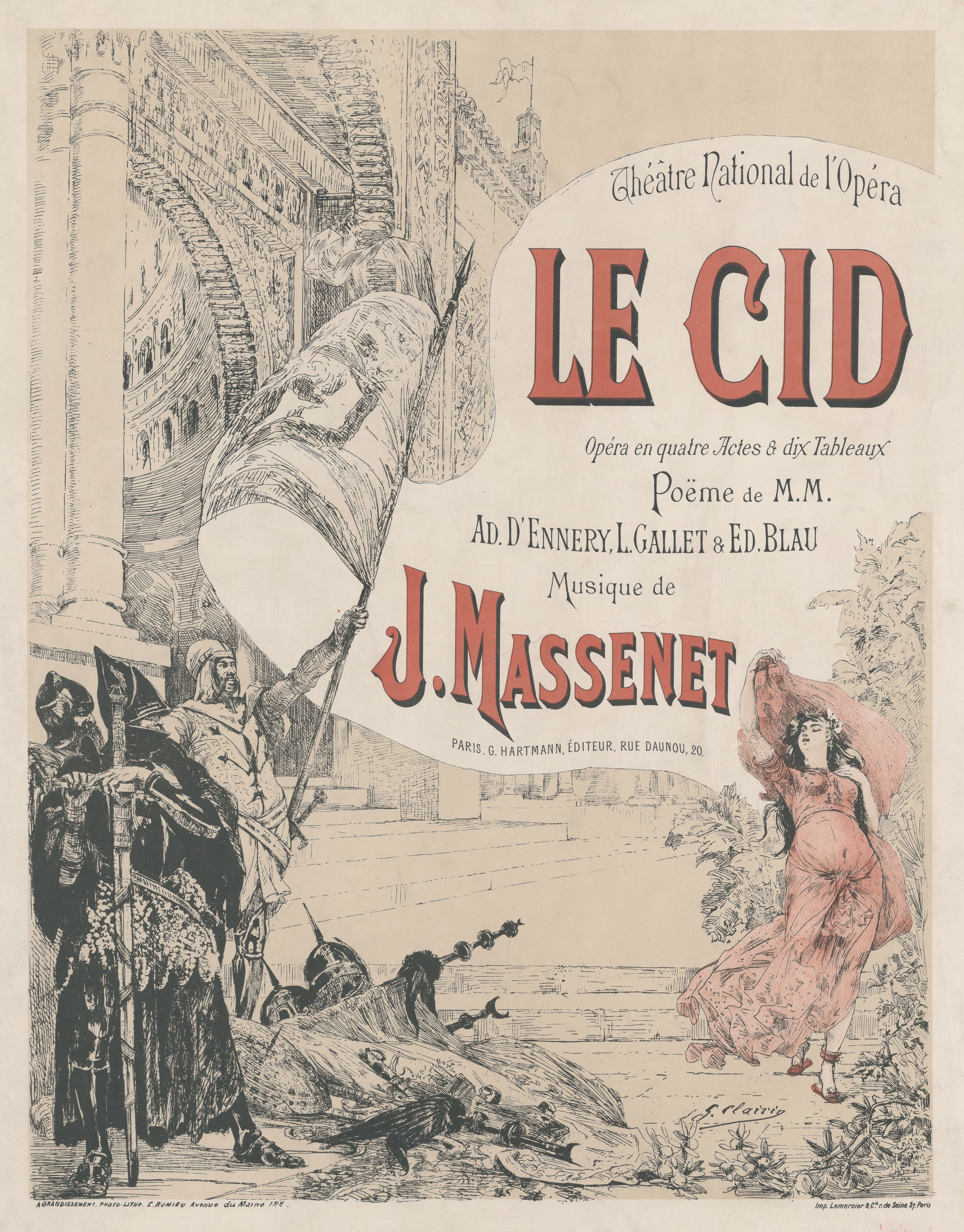
Cartel de la ópera de Jules Massenet Le Cid, con ilustración de Georges Clairin para el Teatro Nacional de la Ópera de París.

## En las artes y en la cultura popular

### Literatura